# Vossemolen
Vossemolen of 'De Vossemolen' is een gehucht op grondgebied van de Belgische stad Roeselare. Het plaatsje ligt in de deelgemeente Rumbeke, op ongeveer 7 kilometer ten zuiden van het stadscentrum van Roeselare, tussen deelgemeenten Beitem en Oekene. Tot 2008 had de Vossemolen haar eigen kapel, de Sint-Julianakapel. Deze werd ontwijd en doet op heden dienst als feestzaal. De meeste bebouwing is geconcentreerd langsheen de Moorseelsesteenweg. De plaatselijke bevolking spreekt van De Vossemeulne.

## Windmolen
Het gehucht werd vernoemd naar een windmolen van die naam die hier gestaan heeft. Deze open standerdmolen, gelegen op een molenbelt, fungeerde als korenmolen.
In 1570 was er al sprake van een molen. In 1905 werd deze molen afgebroken en vervangen door een aangekochte molen die voordien in Dadizele stond. Kort na 1930 werd naast de molen een mechanische maalderij gestart en werd de molen niet meer gebruikt, waarop deze in verval raakte. In 1941 werd de molen gesloopt. In 1945 werd ook de molenbelt afgegraven.